# Rath (Bedburg)
Rath ist ein Stadtteil von Bedburg im Rhein-Erft-Kreis, Nordrhein-Westfalen. Ortsbürgermeister ist Wolfgang Grotzke (SPD).

## Lage
Rath liegt östlich von Bedburg. Durch das Dorf verläuft die Landesstraße 213. Die direkte Verbindung nach Bedburg ist durch die Mitte 2011 eröffnete Kreisstraße 37n (verläuft durch den rekultivierten Tagebau Fortuna-Garsdorf) gesichert.

## Geschichte
Früher war der Ortsteil Rath ein Weiler mit wenigen Häusern und Höfen. Durch die Umsiedlung der Orte Garsdorf und Frauweiler, die Rath zugeschlagen wurden, vergrößerte sich die Einwohnerzahl. Rath war bis zur 2004 abgeschlossenen Rekultivierung des Tagebaus Fortuna-Garsdorf von Bedburg getrennt. 1972 wurde mit Neu St. Luzia eine neue römisch-katholische Pfarrkirche als Ersatz für die gesprengte ehemalige Klosterkirche in Frauweiler geweiht.

## Bildung
In Rath betrieb die katholische Kirchengemeinde St. Lucia bis 2010 einen Kindergarten.

## Museum
In Rath befindet sich das Rosengart-Museum, das Fahrzeuge des französischen Konstrukteurs Lucien Rosengart ausstellt.

## Verkehr
Die VRS-Buslinie 924 der Rhein-Erft-Verkehrsgesellschaft verbindet den Ort mit Bedburg und Niederaußem. Zusätzlich verkehren einzelne Fahrten der auf die Schülerbeförderung ausgerichteten Linie 987.
| Linie | Verlauf |
| ----- | --- |
| 924   | (Bergheim Bf – Oberaußem –) Niederaußem – Auenheim – Rath – Broich – Bedburg Rathaus – Bedburg Bf (– Bedburg Schulzentrum) |
| 987   | Schülerverkehr Bedburg |

## Vereine
Es gibt zahlreiche Vereine und Organisationen in Rath. Als Karnevalsgruppierungen gibt es die Karnevalsfreunde Bedburg-Rath von 1972 und die Jecken Hausfrauen. Sportlich aktiv ist der Fußballverein SV Union Bedburg-Rath. „Wir kommen wenn es brennt, kommen Sie, wenn wir feiern!“ ist ein Motto der Freiwilligen Feuerwehr im Ort. Eine weitere wichtige Gruppierung ist die Katholische Frauengemeinschaft Deutschlands (KFD). Zu guter Letzt ist noch der älteste Dorfverein zu erwähnen, der Junggesellenverein Bedburg-Rath 1869 mit über 40 jungen Mitgliedern. Außerdem gibt es auch verschiedene Vereine für Kinder, zum Beispiel die Rather Tanzgarde, einen Kinderchor sowie einen Jugendtreff (Luzie).